# Parafia św. Teresy od Dzieciątka Jezus w Szymbarku
Parafia św. Teresy od Dzieciątka Jezus w Szymbarku – rzymskokatolicka parafia usytuowana w przy ulicy Długiej w Szymbarku w gminie Stężyca. Wchodzi w skład dekanatu stężyckiego, który należy do diecezji pelplińskiej.

## Proboszczowie
- 1928–1929: ks. Antoni Priss
  - kuratus
- 1930–1935: ks. Franciszek Węsiora
  - kuratus
- 1935–1939: ks. Franciszek Motylewski
  - administrator kuracji
- 1945–1977: ks. Józef Węgielewski
- 1977–2003: ks. kan. Marian Kryszyk[1]
- 2003–2021: ks. mgr Grzegorz Fąferko[2]
- od 1 VII 2021: ks. mgr Mirosław Wensierski[3]